# Югославия на «Евровидении 1983»
В 1983 году Югославию на конкурсе «Евровидение» впервые представляла Социалистическая Республика Черногория. 23 апреля в Мюнхене певец Даниэль исполнил песню «Џули» (в переводе с черногорского — «Джули»). Югославия получила 12 баллов сразу от 5 стран: Великобритании, Турции, Финляндии, Дании и Бельгии. Испания и Израиль отдали Югославии по 10 баллов. Люксембург, Кипр и Норвегия — по 8 баллов. Нидерланды — 7 баллов Германия и Греция — по 6 баллов. Австрия и Италия — по 1 баллу. Остальные страны (Франция, Швеция, Швейцария и Португалия) не дали Югославии ни одного балла. Набрав 125 баллов, Даниэль занял 4 место.